# César Lombera Moret
César Lombera Moret   (Barakaldo, 11 d'octubre de 1953 - Catoira, 26 de gener de 2025) va ser un escultor basco-gallec. Va estudiar Ciències Econòmiques (1971-73) a la Universitat de Santiago de Compostel·la i Arts Plàstiques a la Universitat de Vincennes, França. Va residir durant molts anys a Catoira, Pontevedra.

## Obra

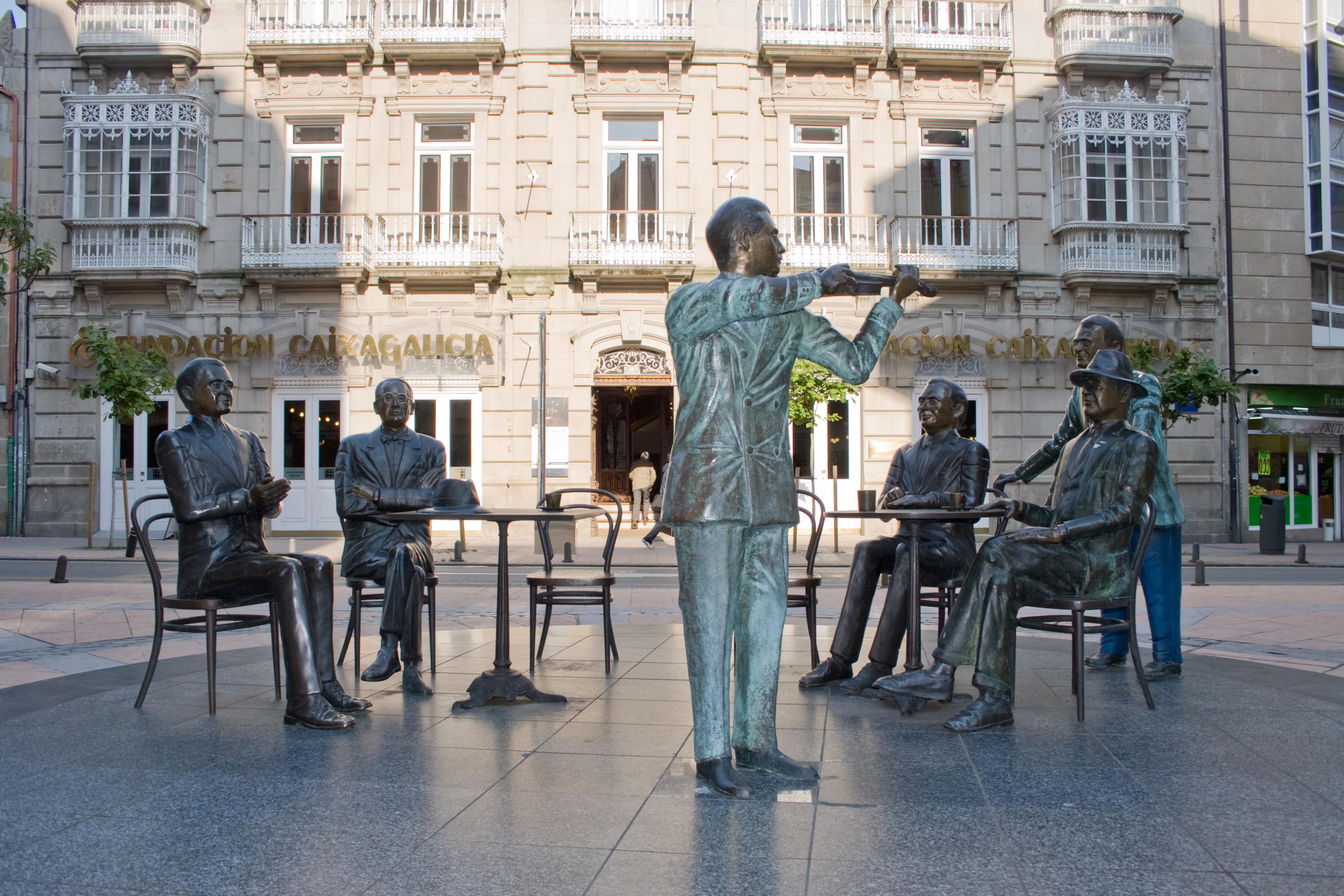
Bóveda, Castelao, Quiroga, Paz-Andrade, Casares i Cabanillas a Pontevedra en el Monument a la Tertúlia.

Entre les obres públiques més importants que ha realitzat a les capitals gallegues (Pontevedra, Orense i Santiago de Compostel·la) i viles gallegues es troben les següents:
- Monument a la Tertúlia, en la plaça de San José (Pontevedra) de Pontevedra.[4][5]
- Monument a Valle-Inclán, Plaza de Méndez Núñez, Pontevedra.[6]
- O Carrabouxo, Parc de Sant Lázaro, Orense.[7]
- Tòtem, Arcs, Delegació d'Economia i Hisenda, Orense.
- Les Maries, Albereda, Santiago de Compostel·la.[8]
- Vall-Inclán, Passeig dels Lleons, Santiago de Compostel·la.
- Monument a Pablo Iglesias, Vite, Santiago de Compostel·la.
- Alfredo Brañas, Carrer Coruña, Carballo.
- Arcs, petroglifos, COTOP, Carril, Villagarcía de Arousa.
- Fonte Ameixeira, Carril.
- Adéu, Cavadelo, Villagarcía de Arosa.
- Font de la Cachada, Boiro.
- Fonte do Mar, Cap de Cruz, Boiro.
- Cua de Peixe, Auditori de Villagarcía de Arosa.
- Peix-Cues Vàries, Illa de Sant Simón, Ria de Vigo

L'any 1993 es va fer càrrec de la direcció del projecte de construcció d'un drakar, un vaixell anomenat Skuldelev 5, basant-se en els dibuixos realitzats en el Museu de Vaixells Vikings de Copenhaguen.

## Exposicions

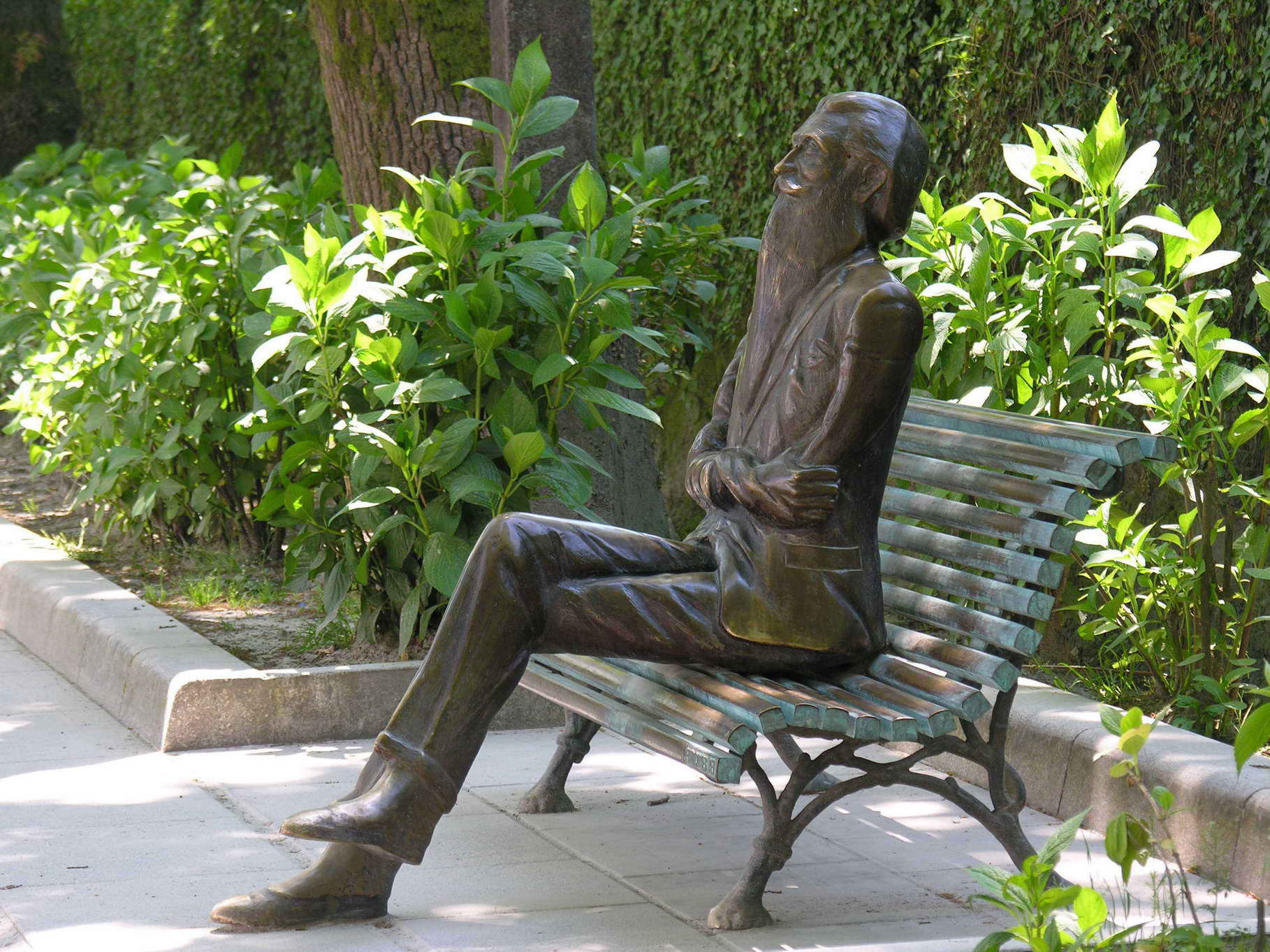
Valle-Inclán, en el Passeig dels Lleons de l'Albereda de Santiago de Compostel·la.

- 1978 Galeria Leonardo da Vinci, Barcelona.
- 1979 Galeria Matisse, Santiago.
- 1980 Biennal Nacional d'Art, Diputació Provincial de Pontevedra
- 1981 c. Banc Cultural del Brasil. Rio de Janeiro Brasil.
- 1982 Cerne dóna deboura, màscares, Vigo
- 1983 Sala Delegación de Cultura, Pontevedra
- 1984 Casa de la Cultura, Ajuntament de Vigo
- 1985 Bats, platja de Samil, Camaleó, Vigo
- 1986 Auditori Caixa Galícia. Santiago de Compostel·la.
- 1988 Els Arcs, Vilagarcía de Arousa
- 1989 Galícia Terra Única, Estació Marítima, Vigo
- 1992 Metropol, Vigo
- 1995 COAVN Vizkaia, Bilbao
- 1997 Galeria Dues Coimbras, Braga, Portugal.
- 2000 Quatre Disset, Madrid.
- 2002 Palacio Fonseca, Universitat de Santiago de Compostel·la
- 2003 Sala d'Exposicions COAG. Santiago de Compostel·la.
- 2005 Auditori Villagarcía de Arosa.

- Les dues Maries, a Santiago de Compostela (1994).
- O Carrabouxo, a Ourense (2002).
- Valle-Inclán a la Plaça de Méndez Núñez de Pontevedra (2003).
- A Alfredo Brañas, a Carballo (2005).
- A Sor Aurora, a Arousa (2006).